# Јозеф Кабањ
Јозеф Кабањ (слч. Jozef Kabaň; Наместово, 4. јануар 1973) словачки је аутомобилски дизајнер.

## Образовање
Студије је завршио на индустријском дизајну Академије ликовних уметности и дизајна у Братислави 1991. године. Дипломирао је као магистар уметности на Краљевском колеџу за уметност у Лондону 1997. године у области дизајна аутомобила.

## Каријера
Каријеру је започео као аутомобилски дизајнер у Фолксвагену. Године 2003. прелази у Ауди као асистент спољашњег дизајна у обликовању аутомобила. 2007. је напредовао до позиције шефа за спољашњи дизајн Аудија. Био је и шеф дизајна спољашности Шкодиних аутомобила од 2008. године па све до краја 2016. После дугогодишњег рада за брендове Фолксваген групе фебруара 2017. године прелази у BMW. Долази као шеф дизајна баварске луксузне марке аутомобила после одласка Карима Хабиба.
Најпознати је по дизајну Бугатијевог аутомобила вејрон. Дизајнирао је и моделе Фолксваген лупо, Сеат ароса, Шкода октавија треће генерације, Шкода фабија треће генерације, Шкода суперб треће генерације, Шкода кодијак.
Године 1997. добио је награду за иновативни дизајн Ђорђо Ђуђаро за футуристички концепт возила.